# 2.ª Brigada de Infantería SS
La 2.ª Brigada de Infantería SS fue formada el 15 de mayo de 1941, bajo el mando de Karl Fischer von Treuenfeld con los Regimientos 4.º y 5.º de Infantería SS (antes Totenkopf) y comenzó su servicio operativo en septiembre en la Zona de Retaguardia del Grupo de Ejércitos Norte, bajo cuyo mando pasaría toda su existencia. Poco a poco comenzó a incorporar legiones extranjeras de las SS bajo su control operativo. Después de que las legiones occidentales partieran para el reacondicionamiento, comenzó a operar con formaciones de voluntarios letones y finalmente fue renombrada como la 2.ª Brigada de Infantería SS Letona y el 18 de mayo de 1943, y se utilizó como base para la formación de la 19.ª División SS de Granaderos en enero de 1944.

## Historial de operaciones
La 2.ª Brigada de Infantería SS se formó el 15 de mayo de 1941 y fue puesta bajo el mando de la Zona de Retaguardia del Grupo de Ejércitos Norte para la invasión de la Unión Soviética. Antes de esto, el papel que desempeñaría la unidad durante la operación se discutió en una reunión entre Henning von Tresckow y Kurt Knoblauch en la oficina del Reichsführer-SS, celebrada solo tres días antes de que comenzaran las hostilidades entre Alemania y la Unión Soviética. En esta reunión se decidió que la 2.ª Brigada de Infantería SS junto con la 1.ª Brigada de Infantería SS y la Brigada de Caballería SS se utilizarían en la retaguardia del ejército durante el avance para llevar a cabo operaciones de seguridad en la retaguardia y ayudar a reunir a la población judía. Unas semanas después participaron en el asesinato masivo de la población de los territorios ocupados, sus víctimas para 1941 podrían medirse en decenas de miles.
En 1942, los batallones de seguridad 19.º y 21.º letones de la Legión Letona se incorporaron a la Brigada. La brigada ahora incluía legiones de voluntarios holandeses, flamencos y noruegos. En enero de 1943, los batallones 19.º y 21.º de la Policía Auxiliar Letona estaban sirviendo con la brigada; Heinrich Himmler transformó la 2.ª Brigada de Infantería SS en una Brigada Letona y al mismo tiempo sentó las bases para una división letona. Los batallones 18.º, 24.º y 26.º de la Policía Auxiliar Letona se utilizaron para formar el 2.º Regimiento de Voluntarios SS de la Brigada. Luego fueron enviados a entrenarse en Krasnoye Selo, donde Himmler agregó el 16.º Batallón de Policía Letona a la brigada en febrero.
El 18 de mayo de 1943, estos batallones letones junto con los otros tres batallones de la Legión Letona se incorporaron a la 2.ª Brigada de Infantería SS y fueron renombrados nuevamente como la 2.ª Brigada Letona SS. Las formaciones holandesas, flamencas y noruegas fueron retiradas de la brigada y la 2.ª Brigada Letona SS se desplegó con la Zona de Retaguardia del Grupo de Ejércitos Norte. Fue puesto bajo el mando del SS-Brigadeführer Fritz von Scholz.
En enero de 1944, la Brigada se utilizó como cuadro en la formación de la 19.ª División SS de Granaderos (2.ª letona).